# Hartwin Gromes
Hartwin Gromes (* 27. Oktober 1941 in Dessau) ist ein deutscher Theaterwissenschaftler, Dramaturg und Autor.

## Leben
Von 1960 bis 1967 studierte er Theatergeschichte, Germanistik und Soziologie in München. Nach der Promotion 1967 war er ab 1967 Theaterdramaturg in Münster, Wiesbaden, Stuttgart, Heidelberg, Basel und zwischen 1988 und 1995 Gastdramaturg in Bonn und Düsseldorf. Er hatte Lehraufträge an den Universitäten Heidelberg, Basel und Stuttgart. Von 1988 bis 2007 war er Hochschuldozent am Institut für Medien, Theater und Populäre Kultur in Hildesheim, anschließend bis 2010 Gastdozent an der Hochschule der Künste in Zürich.

## Schriften (Auswahl)
- Willkommen und Abschied. Stück in 4 Akten. Frankfurt am Main 1970.
- Kurzroman. Hof 1970.
- Deutsches Rondo. Collage. Frankfurt am Main 1970.
- Aus dem Leben der Graugänse. Frankfurt am Main 1975.